# Jurij Krasin
Jurij Andriejewicz Krasin (ros. Юрий Андреевич Красин; ur. 7 czerwca 1929 w Penzie, zm. 2 czerwca 2023 w Moskwie) – radziecki socjolog i politolog, specjalista w zakresie historii filozofii społecznej.

## Życiorys
W 1952 ukończył studia na wydziale filozofii Petersburskiego Uniwersytetu Państwowego. Dysertację kandydacką pt. „Prawidłowości przerastania rewolucji burżuazyjno-demokratycznej w socjalistyczną w Rosji” (ros. Закономерности перерастания буржуазно-демократической революции в социалистическую в России) obronił w 1955 roku, a w 1965 uzyskał stopień doktora nauk filozoficznych za rosprawę Lenin a problemy marksistowskiej teorii rewolucji społecznej (ros. Ленин и проблемы марксистской теории социальной революции). Od 1967 posiada tytuł profesora. W latach 1960–1963 pracował jako docent Instytutu Podwyższania Kwalifikacji (ros. Институт повышения квалификации) wykładowców nauk społecznych przy Moskiewskim Uniwersytecie Państwowym im. M.W. Łomonosowa. Od 1975 do 1987 piastował stanowisko prorektora Akademii Nauk Społecznych przy KC KPZR. W 1980 otrzymał Nagrodę Państwową ZSRR za podręcznik „Wiedza o społeczeństwie”.